# 近藤光紀
近藤 光紀（こんどう みつのり、1901年 - 1948年8月9日）は、日本の画家。一水会会員。近藤虎五郎の二男。

## 生涯
東京本郷に生まれ、川端画学校に学び、更に東京美術学校に入ったが中退し曽宮一念に師事した。
1924年、第5回帝展以後続けて出品し、1935年には無鑑査となった。
1931年、新美術家協会会員となり、1937年第1回一水会展以来毎年出品し、第3回展に一水会賞を受け、第5回展に於て会員となった。
一水会の文展参加によつて第4回文展に出品した「少女像」は黒田子爵洋画奨励賞を受けた。以後一水会委員、日展委員、新美術家協会々員等として活躍していた。
第2回一水会展「秋果静物」第3回一水会展「白い手袋」等の作品を遺している。
1948年8月9日に、腸チフスのため長野県浅間温泉で死去した。享年48。